# Ô rô hoa tím
Ô rô hoa tím hay Ô rô nước (danh pháp hai phần: Acanthus ilicifolius) là một loài thực vật thuộc chi ô rô, bản địa Ấn Độ và Sri Lanka. Nó là loài cây bụi nhỏ mọc dọc theo hồ và đầm lầy vùng cửa sông nước lợ và bờ biển. Nó được sử dụng làm thuốc trị bệnh hen suyễn và bệnh thấp khớp.